# 2013年の教育
2013年の教育（2013ねんのきょういく）では、2013年（平成25年）の教育分野に関する出来事について記述する。

## できごと

### 1月
- 1月上旬 – 大阪府寝屋川市の私立同志社香里中学校でサッカー部顧問の教諭が複数の部員の頬を平手打ちするなどの体罰をしていたことがわかった[1]。
- 1月19日 – 愛知県蒲郡市教育委員会は、市立中学校の教諭が、理科の実験に失敗した罰として生徒2人に塩酸を入れた水を飲ませたと発表[2]。
- 1月19日 - 20日 - 大学入試センター試験
- 1月21日 – 大阪市立桜宮高等学校2年の男子生徒が顧問から体罰を受けた後に自殺した問題で、市教育委員会は、体育系2科の入試中止を決定[3]。
- 1月22日 – 2012年度で定年退職する埼玉県の公立学校教員が、退職手当削減が始まる2月より前の退職を希望している110人のうち30人が学級担任であることが分かった[4]。
- 1月24日 - 安倍首相が最重要課題の一つに位置付ける「教育再生実行会議」が始まる。まず、いじめ問題や教育委員会改革などの課題に取り組む[5]。
- 1月25日
  - 愛知県・豊川工業高校陸上部で体罰を繰返していたことが分かり「愛知県教育委員会」は指導を自粛するように指示[6]。
  - 自治体職員の退職手当引き下げを盛り込んだ改正条例施行を前に、埼玉県や佐賀県、徳島県、熊本県で計172人が、引き下げ前に退職したか、早期退職を希望していることが、文部科学省の調査でわかった[7]。
- 1月31日
  - 滋賀県大津市で2011年10月、いじめを受けた市立中学2年の生徒が自殺した問題で、市の第三者調査委員会は、「いじめが自殺につながる直截的要因になった」とする調査報告書を市長に提出。報告書では「重篤ないじめが生徒に屈辱感、絶望感と無力感をもたらした」としている[8]。
  - 東京都品川区で2012年9月、同区立中学1年の生徒が自殺した問題で、生徒の父親が、自殺前に同級生から暴力をふるわれていたとして、警視庁に暴行容疑で被害届を出した[8]。
  - 日本学生野球協会は高校等の不祥事10件の処分を出した。龍野高等学校（兵庫）の部員が障がい者にいやがらせをして対外試合禁止処分になっている[9]。

### 2月
- 2月1日 – 栃木県宇都宮市の市立中学校で男子バレーボール監督教諭が、4人の部員の頬を平手でたたく体罰をしていたことが分かった[10]。
- 2月2日 – 神奈川県小田原市教育委員会は、同市立中学校の教諭が、生徒16人の頬を平手で叩く体罰をしたと発表[11]。
- 2月3日 – 山梨県富士吉田市の富士学苑高校で、野球部監督が2010年秋から2012年6月まで部員6人に体罰を繰り返していたことが分かった[12]。
- 2月4日 - 私立保善高等学校の教諭が男子生徒に暴行をした罪に対して、罰金30万円の略式命令を受けた[13]。
- 2月5日 – 窃盗や公然わいせつの疑いで山形大の学生が相次いで逮捕されたことを受け、学長は、「異常な事態。深くおわび申し上げる」と陳謝。「青少年問題、今の若者の気質に知見のある専門家のアドバイスを得て、突っ込んで分析し、対策を根本的に考えたい」と述べた[14]。
- 2月6日 - 埼玉県教育委員会は、勤務時間中に職員室で女性のナンパ術をブログに書き込んだ上、冊子（A4判で146ページ）を作ってブログ読者に1冊3万円で販売していたとして、埼玉県立越ヶ谷高等学校定時制の教諭を停職6月の懲戒処分にした[15]。
- 2月8日 – 東京都教育委員会は、東京都立雪谷高等学校の野球部と東京都立片倉高等学校の女子バスケット部で、監督と顧問による体罰があったと発表[16]。
- 2月13日 - 大阪市教育委員会は、桜宮高のバスケ部顧問を懲戒免職[17]。
- 2月14日 - 大阪市教育委員会は、市立桜宮高校の校長を更迭[18]。
- 2月15日
  - 文部科学省は、第7期中央教育審議会の委員を任命。
  - 福島県教育委員会は、生徒を平手でたたくなどの体罰を行ったとして、会津地方の県立高校で運動部顧問を務める教諭を戒告処分[19]
  - 岩手県一関市の市立中学校で2012年5月、女子生徒がバレー部の活動中、顧問の教諭から太ももを1回蹴られ、軽い打撲を負っていたことがわかった[19]。
- 2月17日 – 政府は、3-5歳の幼児教育無償化の実現に向けて検討する政府・与党の連絡協議会を、3月に設置する方針を固めた[20]。
- 2月18日 – 大坂市立桜宮高校の体罰問題で、前日本バレーボール監督の柳本昌一が同校改革担当の市教委顧問に就任[21]。
- 2月19日
  - 名古屋市立小学校で臨時教員が児童に侮辱的なあだ名つけて、同市教育委員会は処分を検討する[22]。
  - 兵庫県尼崎市教育委員会は、市立中学6校で2012年度、教諭9人が生徒計24人に体罰行為があったと公表[23]。
- 2月20日
  - 2011年11月に起きた1年生部員が急死した問題で、高野連は青森山田高等学校を厳重注意の処分にした[24]。
  - 文部科学省は、朝鮮学校を高校授業料の無償化適用外とする改正省令を施行し、学校側（10都道府県の10校）に不指定処分を通知[25]
  - 文部科学省は、国公立大2次試験の確定志願者数を発表。確定志願者数は48万9,672人で、志願倍率は4.8倍[25]。
  - 千葉県教育委員会は、体罰や生徒の下腹部を触ったなどとして千葉県立茂原樟陽高等学校、千葉県立我孫子特別支援学校、千葉県立佐倉東高等学校 の教諭ら3人を懲戒処分[25]。
  - 神奈川県大和市の私立幼稚園のプールで2011年7月、水遊び中の男児が溺死した事故で、県警は、同園の元園長の女と、元担任教諭の女を業務上過失致死容疑で横浜地検に書類送検する方針を固めた[25]。
  - 山形県長井市の市立長井中学校で2012年12月、男子バレーボール顧問の教諭が、部員2人の頬を平手打ちし、1人に左耳の鼓膜が破れるけがを負わせていたことが分かった[26]。
- 2月21日 - 静岡県立浜松商業高等学校のバレーボール部の顧問が部員に負傷させたことが明らかになった、県教育委員会に体罰を報告しなかった[27]。
- 2月22日
  - 浜松商業高校の体罰は2010-2012年に野球部などに13件あったと公表、2012年の修学旅行に引率中の教諭が昼食時に飲酒をしていたことも判明[28]。
  - 東京大学は、コーセラに、日本の大学として初めて授業を配信すると発表[29]。
- 2月23日 - 神奈川県座間市の小田急小田原線座間駅で2012年12月、世田谷区の市立中学校1年の女子生徒が自殺した問題で、学校側が「同級生や上級生らのからかいがエスカレートしていじめになり、自殺のきっかけになったと推測される」との調査結果を発表[26]。
- 2月23日-24日 - コンピューターのハッキング技術を競う学生の全国大会「SECCON（セクコン）」が開かれた[30]。
- 2月26日
  - 政府の教育再生実行会議が、体罰禁止に向け部活動指導者への教育を強化するよう求めた「第1次提言」を安倍首相に提出[31]、提言では、道徳の教科化の必要性やいじめ対策の法制化、体罰根絶のための部活動指導ガイドラインの作成を明記している[32]。
  - いじめを受けた大津市立中学2年の男子生徒が2011年10月に自殺した問題で、滋賀県教育委員会は、生徒が通っていた中学の校長を懲戒処分とした[32]。
  - 和歌山県田辺市教委は、市立中学1年の男子生徒が2012年12月に自殺を図り意識不明となっていると発表。学校側は自殺を図る約2ヵ月前に部活動でいじめがあったことを確認している[32]。
- 2月27日 - 北海道教育委員会は盲学校で児童を下半身裸にして尻をたたく等体罰を繰り返した教諭を停職1ヵ月の懲戒処分[33]。
- 2月28日 – 東京都足立区教委は、2010年10月に同区立中学校の男子生徒が自宅で自殺した問題について、いじめとの因果関係を詳しく調べるため、第三者調査委員会を設けると発表[34]。

### 3月
- 3月1日
  - 神奈川県教委は、県立学校171校の教職員と生徒、保護者を対象にした体罰の実態調査を行い、教職員70人が「体罰を行った」と申告したと発表[35]。
  - 日本学生野球協会は、窃盗があった岡崎商業高等学校に3ヶ月の対外試合禁止処分、また報告遅れの浜松商に監督と副部長に謹慎処分をはじめ、高校の20件の処分を決めた[36]。
- 3月3日 - PL学園高等学校で部内暴力により、春季大阪大会を出場辞退していたことが分かった、今後高野連に処分の審議の見通し[37]。
- 3月4日 - タイムズ・ハイアー・エデュケーションが、世界大学名声ランキング2013年を発表（1位：ハーバード大学、2位：マサチューセッツ工科大学、3位：ケンブリッジ大学、東大は9位）[38]。
- 3月6日 - 高野連は審議小委員会を開き日本学生野球協会審議室でPL学園を有期の対外試合禁止処分相当で上申することを決めた[39]。
- 3月12日 - 大阪府教委は、職務命令に反して卒業式の国歌斉唱時に起立しなかったとして府立高の女性教諭1人と男性教諭8人を処分したと発表[40]。
- 3月13日 - 愛知県教委は豊川工業の監督教諭を停職4ヶ月の懲戒処分[41]。
- 3月15日
  - 東京都狛江市の中学校すべてで、代替業者が見つからず4月から給食中止になる[42]。
  - 東京大は、2016年度入試から推薦入試を導入すると発表[43]。
- 3月22日
  - 大阪府警捜査1課は、桜宮高のバスケ部顧問だった元教諭（懲戒免職）を傷害・暴行の容疑で大坂地検に書類送検[44]。
  - 6年の男子児童がいじめが原因で不登校になった後、学校側が適切に対応しなかったとして、京都府教委は、京都府舞鶴市の市立小学校校長を戒告の懲戒処分[44]。
  - 兵庫県高砂市の市立中学校の野球部の保護者会が、部員らに体罰を報告させないよう、保護者に電話やメールで依頼していたことが分かった[44]。
- 3月25日 – 2010年に自殺した新潟県の県立高校の女子生徒が校内でいじめを受けていたとして、新潟県弁護士会は、学校にいじめがあったことを認め、再発防止に努めるよう求める勧告書を出した[45]。
- 3月26日 – 大阪市教委は、「恒常的に行われていた暴力行為を見過ごし、教員からの体罰調査の進言にも対応しなかった」などとして、大阪市立桜宮高校の前校長および教頭を懲戒処分とすると発表[46]。
- 3月28日
  - 文部科学省は、学校法人堀越学園（群馬県）に解散命令を出した[47]。
  - 東北大学は、部下の女性教員に1年以上続けてセクハラ行為を繰り返していたとして、40歳代の男性教授を懲戒処分にしたと発表[48]。
  - 大学基準協会は、横浜薬科大学が評価基準に「不適合」だったと発表[48]。
- 3月29日 – 学校法人上智学院（東京都）は、女子学生にセクハラをしたとして、上智大学短期大学部（神奈川県）の学長を解任したと発表[49]。

### 4月
- 4月1日 - 20世紀生まれの小学生がいなくなって、21世紀生まれの中学生が登場した。
- 4月4日 – 東京大学は、新入生が体験活動に取り組む特別休学制度の参加希望者が最終的に24人となったと発表[50]。
- 4月7日 - 秋篠宮家悠仁親王が、お茶の水女子大学附属小学校に入学、皇族が学習院初等科以外の小学校に入学は戦後初めて[51]。
- 4月8日 - 秋篠宮家佳子内親王が学習院大学文学部教育学科に入学[52]。
- 4月9日 - 日本学生野球協会の審査室会議が開催され、野球部内での暴力事件が発覚したPL学園高等学校（大阪府）野球部に対して『平成25年2月24日から8月23日までの6ヶ月間、公式戦及び非公式戦を含む対外試合を禁止する』処分を科した。これによりPL学園高等学校は第95回全国高等学校野球選手権大会大阪府大会（予選）に出場不能となった[53]。
- 4月?日 – 熊本県高森町立高森中学校の剣道部監督が2011年4月から2012年8月にかけ、複数の部員に体罰を加えていたことがわかった[54]。
- 4月12日 – 神奈川県の町立中学2年の男子生徒が自宅で首をつって死亡し、町教育委員会は、男子生徒が複数の生徒にたたかれるなどのいじめを受けていたと発表[55]。
- 4月18日 - 大阪府警は大阪市立小学校教諭を児童ポルノ禁止法違反で逮捕[56]。
- 4月25日 - 中央教育審議会は、第2期教育振興基本計画の原案を下村博文文部科学相に答申。同相は、教育委員会制度の見直しを諮問。
- 4月26日 - 平成24年度の体罰を行った教員は、今年1月の時点で840人に上った[57]。
- 4月27日 - 福岡市の小学校で給食による集団食中毒、嘔吐などの症状が出た[58]。

### 5月
- 5月1日 - 兵庫県川西市で2012年9月に自殺した県立校の男子生徒がいじめを受けていた問題で、県警は、悪口を言うなど男子生徒を侮辱したとして、同級生の少年3人を侮辱容疑で神戸地検に書類送検した[59]。神戸地検は少年3人を5月2日付で神戸家裁に送致[60]。
- 5月2日
  - 大阪府教育委員会は、女性教諭を、勤務時間外に性風俗でバイトが発覚、停職6ケ月の懲戒処分、同日付で依願退職[61]。
  - 福岡県教育委員会は、福岡市・北九州市を除く県内の公立学校で2012年度の体罰は235件あったことが調査結果を公表した[62]。
  - 佐賀県私立佐賀学園高等学校のサッカー部で体罰により教諭を無期限の部活動指導の停止処分にしていた[63]。
- 5月3日 - 神戸市内の小学校で、2012年に児童の口にティッシュペーパーでふさいだり、失禁させていたことが教育委員会の取材で分かった[64]。
- 5月7日 - 山梨学院大学附属高校のサッカー部で4月21日、3年生の男子部員が集団で2年生の男子部員1人に殴るなどの暴行を加え熱湯をかけ、全治10日の怪我を負わせていたことが分かった[60]。
- 5月8日
  - 私立黄柳野高等学校の学生寮2棟が火災で全焼、焼け跡から1人の遺体が見つかる[65]。
  - 桑名市の小中学校に襲撃予告の電話があって、市内の小中学校で児童生徒を一斉下校させた、三重県警は、威力業務妨害で捜査している[66]。
- 5月9日 - 佐賀県武雄市の市長が市内全小中学校の児童生徒約4200人にタブレット形端末を配布すると発表した[67]。
- 5月11日 - 東海大学のサッカー部で部員同士で暴力、当面活動は自粛[68]。
- 5月17日 – 文部科学省は、早期に警察に通報すべきいじめの具体例をまとめ、都道府県と政令市の教育委員会などに通知したと発表[69]。
- 5月25日 - 丸亀署は、市立小学校教諭が酒気帯び運転で交通事故、現行犯逮捕された[70]。
- 5月26日 - 岡山市の市立小学校教諭が住居侵入で逮捕された、また23日には女子中学生を脅して裸のメールを送信して逮捕もあった[71]。
- 5月28日
  - 滋賀県で行方不明になっていた小6の男女2人が保護された[72]。
  - 横浜市教育委員会は、無免許で自家用車を運転して市立中学校の男性教諭を、減給10分の1、6ヶ月の懲戒処分[73]。
- 5月29日
  - 北海道教育委員会は、中学生に成人向け番組を見せたとして、男性教諭を停職2ヶ月の懲戒処分、依願退職をした[74]。
  - 広島県警は、広島県府中市立小学校教諭を麻薬密輸容疑で逮捕された[75]。
- 5月31日
  - 和歌山県教育委員会は、窃盗をして、県支援学校の女性教諭を懲戒免職にした、他3人の教諭に懲戒処分にした[76]。
  - 新潟市立中学校で図書館司書の女性が本を3000冊を転売、窃盗行為で告訴状を出した[77]。
- 5月?日 – 広島市の私立山陽高等学校で、バレーボール部顧問の教諭が部員3人に暴力、うち1人に顎の骨を折る大けがをさせた[78]。

### 6月
- 6月7日-8日 - 中国の全国大学統一入試（高考）。
- 6月14日 - 第2期教育振興基本計画が閣議決定された。
- 6月17日 - 大学設置・学校法人審議会が、上智大、武蔵野大学、鈴鹿医療科学大学、福岡女学院大学の学部の新設を認める答申を出した[79]。
- 6月18日 – 千葉県立九十九里高等学校の野球部監督が、2012年夏ごろから、部員に「ぶっ殺す」「デブだから動けないんだ」などの暴言を浴びせていたことがわかり、日本学生野球協会は5月18日から1年間の謹慎とした処分を発表[80]。
- 6月19日
  - タイムズ・ハイアー・エデュケーションが、世界の新興大学ランキング2013年(創立50年内)を発表（1位：浦項工科大学(韓国)、2位：ローザンヌ連邦工科大学(スイス)、3位：韓国科学技術院(韓国)、4位：香港科技大学(香港)、日本の大学は100位内には49位の筑波大学のみ)。
  - 高野連は、盗みの不祥事を5ヶ月間報告をしなかった京都翔英高等学校に対して、日本学生野球協会審査室会議に上申することを決めた[81]。
- 6月21日
  - 参議院本会議でいじめ防止対策推進法が可決、成立した[82]。
  - 大阪偕星学園高等学校で5月中旬、教諭が生徒に体罰をしていたことが、YouTubeの動画から発覚[83]。
- 6月25日 - 兵庫県教育委員会は女子バレーボール部員に平手打ちやトス1万回等の体罰で男性教諭を減給10分の1・3ヶ月の懲戒処分[84]。
- 6月26日 - 中国教育部が無料のオンライン授業(MOOCS)「愛課程網」を開始。
- 6月29日 - 岐阜市教育委員会は、市立鏡島小学校で女児の着替え盗撮のために教諭が教室にビデオカメラを仕掛けていたことが判明[85]。

### 7月
- 7月1日 - 横浜市の中学校で補習を受けていた女子生徒にセクハラ行為を繰り返したとして、教諭を停職3ヶ月の懲戒処分、依願退職した[86]。
- 7月4日 – 大阪市立桜宮高等学校バスケットボール部キャプテンの生徒が同部顧問から体罰を受けた翌日に自殺した問題で、大阪地検は、当時顧問だった教諭を傷害・暴行罪で在宅起訴[87]。
- 7月19日 - 日本学生野球協会は高校野球の不祥事13件の審議を行った。館山総合高等学校（千葉）と相生学院高等学校（兵庫）に対外試合禁止処分を課した[88]。

### 8月
- 8月6日 - 岡山市教育委員会は市立中学校で女子生徒2人に上半身裸にしてテープを貼って撮影したとして、教諭を懲戒免職にした[89]。
- 8月20日 - 長野県の私立小中一貫校才教学園小学校・中学校で、開校以来教育職員免許法に違反していたことが発覚した。

### 9月
- 9月10日 - 野球部員が入浴女性盗撮とLINEで転送していた山口県立華陵高等学校に対して3カ月間、対外試合を禁止する処分を発表した[90]。
- 9月14日 - 高校野球の不祥事22件の処分を発表した。松江高専（島根）が部内でいじめがあったとして6ヶ月の対外試合禁止を下した[91]。

### 10月
- 10月8日 - OECDの国際成人力調査(PIAAC)の報告書が公表され、日本は読解力、数的思考力で1位、IT活用力は10位だった[92]。
- 10月11日
  - 日本オープンオンライン教育推進協議会(JMOOC)が設立された[93]。
  - 日本学生野球協会は佐世保実業高等学校（長崎）の前監督が虚偽報告で無期限謹慎処分、倉吉北高等学校（鳥取）は部内暴力と喫煙で1年間の対外試合禁止処分を発表した[94]。
- 10月25日 - 大学設置・学校法人審議会が5大学（山形県立米沢栄養大学、敦賀市立看護大学、日本医療大学、京都看護大学、大和大学）の新設と45校の学部や学科変更を認める答申を下村博文文部科学相に出した。

### 11月
- 11月12日 - 日本学生野球協会の審査室会議で富山商（富山）は下級生に暴力をして対外試合禁止処分をはじめ19件の処分を決めた[95]。

- 11月13日 - 県教委が前年10月に設置した「長野県中学生期のスポーツ活動検討委員会」（会長：金物寿久[96]）が、睡眠不足の影響懸念などから、県内の中学校における運動部の朝練習は原則やめるべきという報告書をまとめた。なお、指針に強制力はないという[97]。
- 11月27日 - 改正高校無償化法が参議院で可決成立、年収910万円以上は除外となる[98]。

### 12月
- 12月18日 - 三重中京大学が閉学[99]。

## 死去
- 2月14日 - 中嶋嶺雄、国際教養大学学長（* 1936年）